# 阿拉苏阿-乌瓦伦迪亚
阿拉苏阿-乌瓦伦迪亚（西班牙語：Arrazua-Ubarrundia）是西班牙巴斯克自治区阿拉瓦省的一个市镇。总面积57km²，总人口721人（2001年），人口密度13人/km²。